# موسى أيرتون
موسى أيرتون (بالإنجليزية: Moses Ayrton)‏ هو سياسي نيوزلندي، ولد في 15 يوليو 1878 في المملكة المتحدة، وتوفي في 3 أكتوبر 1950 في ويلينغتون في نيوزيلندا. حزبياً، نشط في حزب العمال النيوزيلندي.